# Isaiah Thomas
Isaiah Jamar Thomas (* 7. Februar 1989 in Tacoma, Washington) ist ein US-amerikanischer Basketballspieler, der zuletzt bei den Phoenix Suns in der National Basketball Association (NBA) unter Vertrag stand. Bei einer Körpergröße von 1,75 Metern spielt er auf der Position des Point Guards. Seine erfolgreichste Zeit hatte Thomas bei den Boston Celtics, wo er zweimal NBA All-Star wurde und 28,9 Punkte pro Spiel in der Saison 2016/17 erzielen konnte.

## Karriere

### Schul- und Collegezeit
Thomas besuchte im Bundesstaat Washington die Curtis Senior High School, später spielte er für die Mannschaft der South Kent School in Connecticut. Von 2008 bis 2011 stand er im Aufgebot der University of Washington. In den Jahren 2010 und 2011 wurde er in das First Team der Pacific-12 Conference gewählt. Er bestritt insgesamt 105 Spiele für die Hochschulmannschaft, stand dabei 104 Mal in der Anfangsaufstellung und erzielte im Schnitt 16,4 Punkte, 4,0 Korbvorlagen sowie 3,5 Rebounds je Begegnung.

### NBA

#### Sacramento Kings (2011–2014)

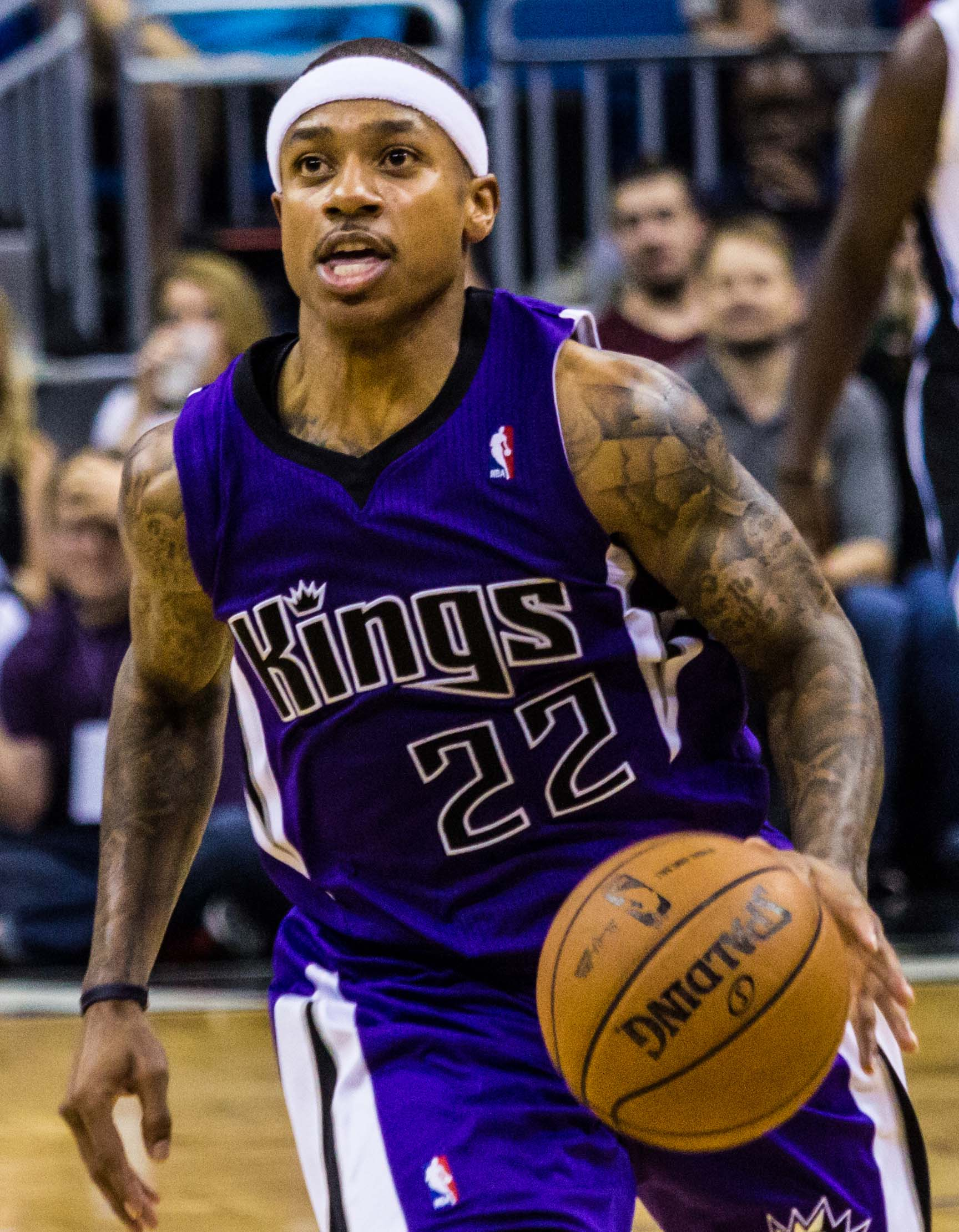
Thomas als Spieler der Sacramento Kings in 2013

Er meldete sich für die NBA-Draft 2011 an und wurde von den Sacramento Kings als letzter Spieler an 60. Stelle ausgewählt. In seiner Rookiesaison bekam er für einen so spät gedrafteten Spieler relativ viel Einsatzzeit und stand ab Februar 2012 in der Startformation der Kings. Isaiah Thomas wurde im Februar 2012 zum Rookie des Monats gewählt. Am Ende wurde er ins NBA All-Rookie Second Team berufen. Sein Sophomorejahr verlief ähnlich dem ersten Profijahr. In der Saison 2013/14 gelang Thomas der Durchbruch und er legte mit 20,3 Punkten, 6,3 Assists und 1,3 Steals pro Spiel Karrierebestwerte auf.

#### Phoenix Suns und Boston Celtics (2015–2017)

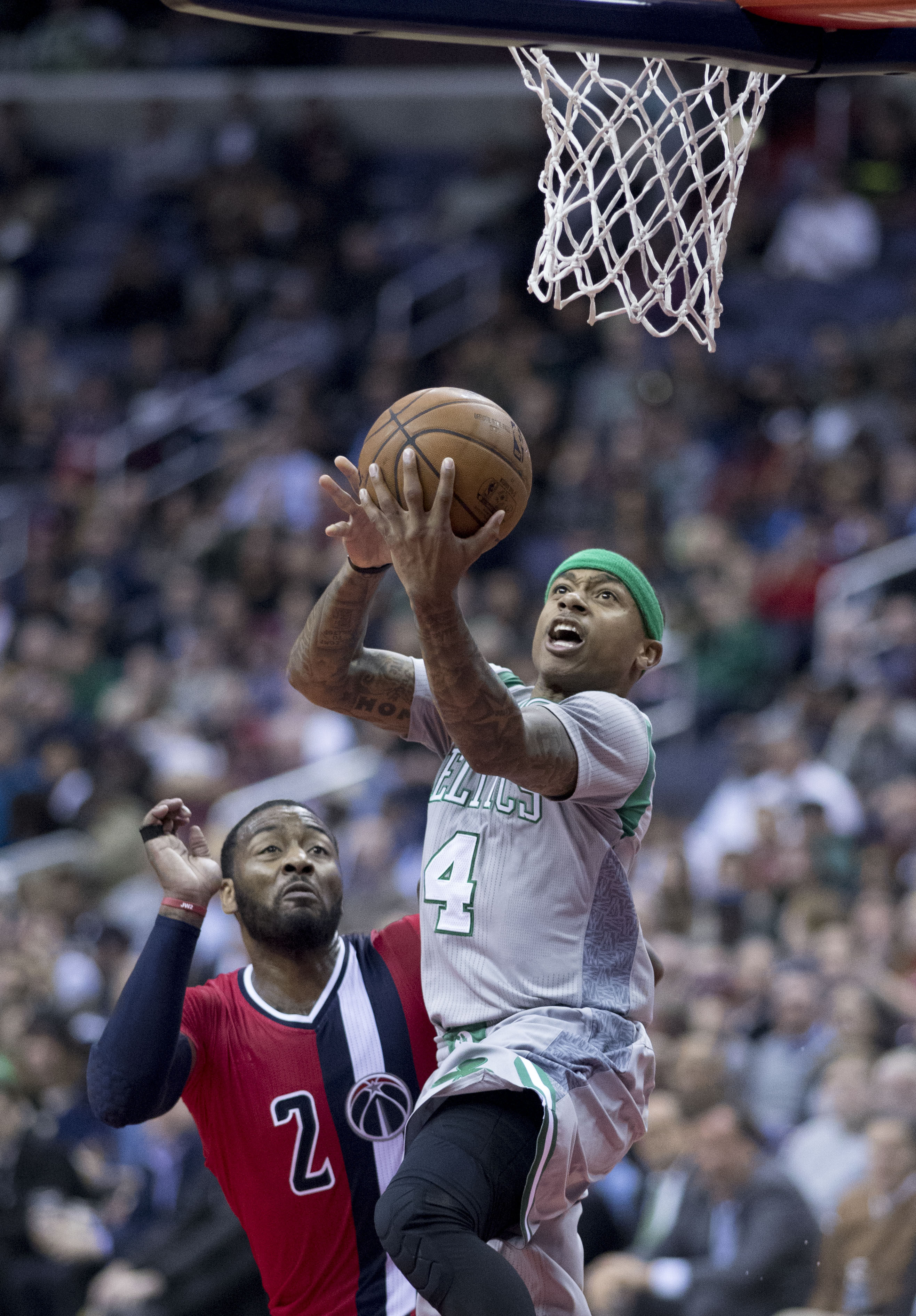
Thomas beim Korbleger-Versuch

Am 12. Juli 2014 wechselte er im Rahmen eines Tauschgeschäfts, welche Spieler und spätere Draftrechte umfasste, zu den Phoenix Suns. Bei den Suns stellte er mit Goran Dragić und Eric Bledsoe einen der gefährlichsten Backcourt-Gespanne der Liga. Jedoch wurde Thomas bereits nach einer halben Saison mit den Suns vor der Transferfrist im Februar 2015 zu den Boston Celtics transferiert. Thomas führte die Celtics in die Play-offs. Von der Bank kommend steuerte er 19,0 Punkte pro Spiel bei. Bei der Wahl zum Sixth Man of the Year landete er auf dem zweiten Platz. Für seine guten Leistungen in der NBA-Saison 2015/16 wurde er erstmals zum NBA All-Star Game eingeladen.
Im März 2016 erzielte er in jedem der 14 Spiele des Monats mindestens 20 Punkte. Er war damit der erste Celtic seit Larry Bird im Februar 1986 (14 Spiele) und Kevin McHale im November 1986 (13 Spiele), dem dieses Kunststück gelang. 17 Spiele in Folge war er der Topscorer seiner Mannschaft. Damit stellte er für die Kelten einen Vereinsrekord auf. Als erster nicht in der ersten Draftrunde ausgewählter Spieler seit Gus Williams (Seattle, 1981–1982) erzielte er mehr als 1800 Punkte und 500 Assists (1823, 509) in einer Saison. Die Saison schloss Thomas mit 22,2 Punkten und 6,2 Assists pro Spiel ab. Mit den Celtics erreichte er erneut die Play-offs. Thomas legte im dritten Playoffspiel der ersten Runde gegen die Atlanta Hawks 42 Punkte auf, womit er erst der neunte Celticspieler wurde, dem über 40 Punkte in einem Playoffspiel gelangen. Trotzdem schieden die Celtics mit 2:4-Siegen aus. Thomas erzielte in dieser Serie 24,2 Punkte im Schnitt. In der Saison 2016/17 gelangen ihm am 30. Dezember 2016 beim 117:114-Sieg über die Miami Heat, mit 52 Punkten ein Karriererekord.

#### Cleveland Cavaliers / Los Angeles Lakers (2017–2018)
Am 23. August 2017 wechselte Isaiah Thomas im Austausch für Kyrie Irving mit Jae Crowder, Ante Žižić und einem Auswahlrecht in der ersten Runde des Draftverfahrens 2018 der Brooklyn Nets zu den Cleveland Cavaliers. Dort kam er im Spieljahr 2017/18 zu 15 Einsätzen, in denen er im Mittel 14,7 Punkte verbuchte. Im Laufe der Saison wurde er an die Los Angeles Lakers abgegeben, für die Kalifornier stand er in 17 Spielen auf dem Feld und erzielte 15,6 Punkte im Schnitt.

#### Denver Nuggets (2018–2019)
In der Spielzeit 2018/19 fiel Thomas lange aus, nachdem er sich im März 2018 einer Hüftoperation unterzogen hatte. Im Februar 2019 griff der Aufbauspieler wieder ins Geschehen ein und brachte es bis zum Saisonende noch auf zwölf Einsätze (8,1 Punkte/Spiel).

#### Washington Wizards (2019–2020)

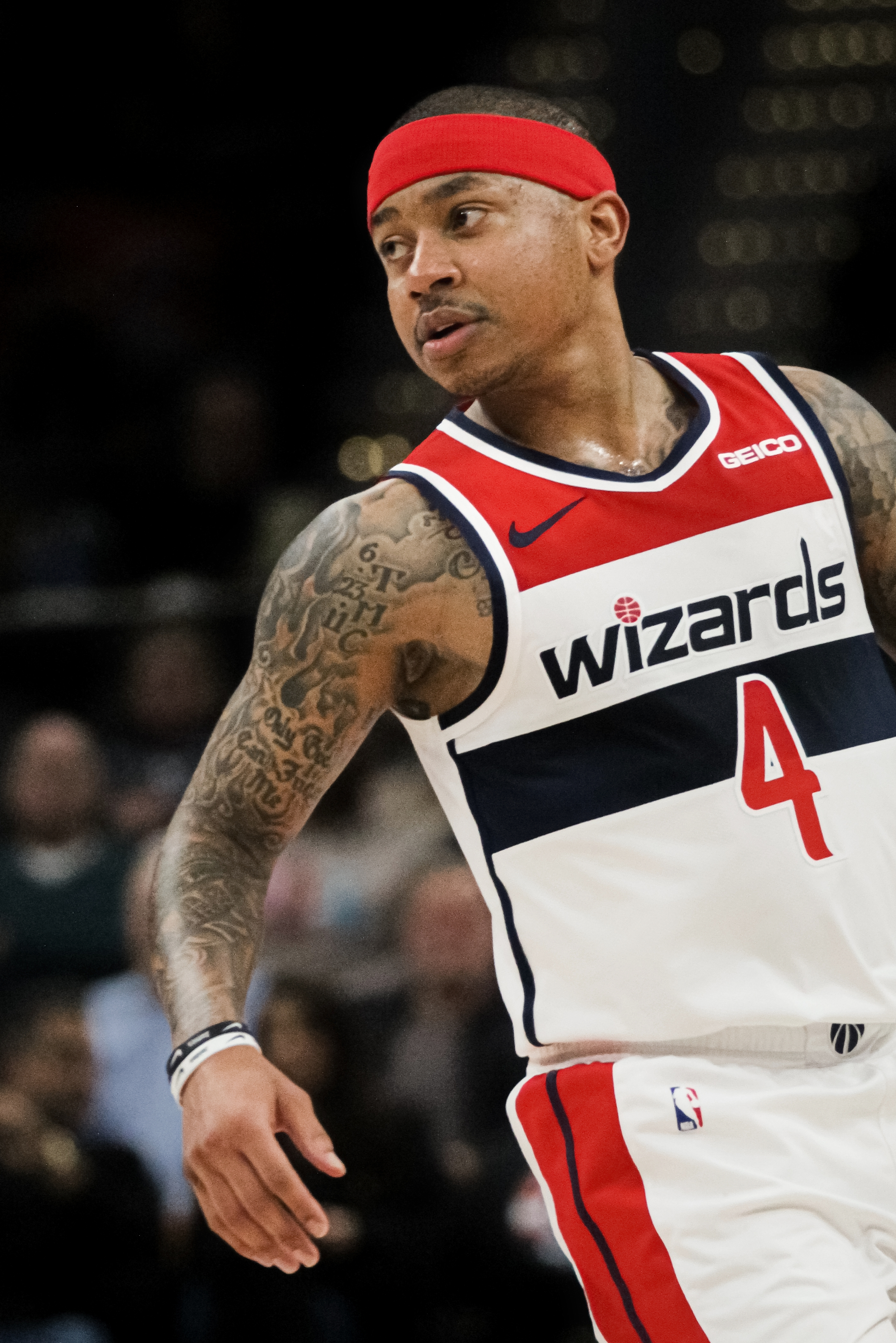
Isaiah Thomas (2019)

Am 10. Juli 2019 wechselte Thomas zu den Washington Wizards. Am 6. Februar 2020 wechselte er als Teil eines Drei-Team-Trades zu den Los Angeles Clippers, 3 Tage später wurde er ohne absolviertes Spiel entlassen.

#### New Orleans Pelicans (2021)
Am 3. April 2021 unterschrieb Thomas einen 10-Tage-Vertrag bei den New Orleans Pelicans.

#### Los Angeles Lakers (2021)
Thomas unterschrieb am 17. Dezember 2021 in Sinne der NBA hardship exception (NBA Härtefall-Ausnahme) einen 10-Tage-Vertrag bei den Los Angeles Lakers, der regulär endete und nicht noch einmal verlängert wurde, obwohl die Ausnahmesituation weiterhin bestand.

#### Dallas Mavericks (2021–2022)
Am 29. Dezember 2021 unterschrieb Thomas einen 10-Tage-Vertrag bei den Dallas Mavericks.

#### Charlotte Hornets (2022)
Nachdem er zuvor zwei aufeinanderfolgende 10-Tage-Verträge bei den Charlotte Hornets unterschrieben hatte, erhielt Thomas am 22. März 2022 einen Vertrag für den Rest der Saison 2021/22 .

#### Salt Lake City Stars (2024)
Am 8. März 2024 unterschrieb Thomas bei den Salt Lake City Stars, dem Entwicklungsteam der Utah Jazz, in der NBA G League. In seinem ersten Spiel erzielte er 32 Punkte und 4 Assists, wobei er 7 von 23 vom Feld geworfen hat. In seinen ersten vier Spielen erzielte er im Durchschnitt 32,5 Punkte und 5,3 Assists. Außerdem traf 44,6 % seiner Würfe hinter der Dreierlinie.

#### Phoenix Suns (2024)
Am 20. März 2024 unterzeichnete Thomas einen 10-Day-Contract bei den Phoenix Suns.

## Persönliches Leben
Thomas wurde nach Isiah Thomas, dem ehemaligen Spielmacher der Detroit Pistons, benannt. Grund dafür war eine Wette zwischen seinem Vater und einem Freund über den Ausgang der NBA-Finalserie 1989 zwischen den Los Angeles Lakers und den Detroit Pistons. Die Pistons gewannen die Serie mit 4:0-Siegen. Seine Mutter, Tina Baldtrip, bestand auf der Schreibweise „Isaiah“ (dt. Jesaja), da sie sich einen biblischen Namen wünschte. Isaiah wuchs in Tacoma, Washington auf.
Seine Schwester Chyna starb am 15. April 2017 bei einem Autounfall auf der Straße Interstate 5 in Washington.

## Trivia
Beim ersten Spiel des Conference-Halbfinals am 30. April 2017 gegen die Washington Wizards verlor Thomas bei einem Zusammenprall mit seinem Gegenspieler seinen linken vorderen Zahn.

## Auszeichnung und Erfolge
- NBA All-Rookie Second Team 2012
- All-NBA Second Team: 2017
- 2× NBA All-Star: 2016, 2017
- NBA Community Assist Award: 2017

### Reguläre Saison
| Saison  | Team                  | GP  | GS  | MPG  | FG % | 3P % | FT % | RPG | APG | SPG | BPG | PPG  |
| ------- | --------------------- | --- | --- | ---- | ---- | ---- | ---- | --- | --- | --- | --- | ---- |
| 2011–12 | Sacramento            | 65  | 37  | 25.5 | .448 | .379 | .832 | 2.6 | 4.1 | 0.8 | 0.1 | 11.5 |
| 2012–13 | Sacramento            | 79  | 62  | 26.9 | .440 | .358 | .882 | 2.0 | 4.0 | 0.8 | 0.0 | 13.9 |
| 2013–14 | Sacramento            | 3   | 54  | 34.7 | .453 | .349 | .850 | 2.9 | 6.3 | 1.3 | 0.1 | 20.3 |
| 2014–15 | Phoenix/Boston        | 67  | 1   | 25.8 | .420 | .373 | .868 | 2.3 | 4.2 | 0.9 | 0.1 | 16.4 |
| 2015–16 | Boston                | 82  | 79  | 32.2 | .428 | .359 | .871 | 3.0 | 6.2 | 1.1 | 0.1 | 23.2 |
| 2016–17 | Boston                | 76  | 76  | 33.8 | .463 | .379 | .909 | 2.7 | 5.9 | 0.9 | 0.2 | 28.9 |
| 2017–18 | Cleveland/Los Angeles | 32  | 15  | 26.9 | .373 | .293 | .893 | 2.1 | 4.8 | 0.5 | 0.1 | 15.2 |
| 2018–19 | Denver                | 12  | 0   | 15.1 | .343 | .279 | .630 | 1.1 | 1.9 | 0.4 | 0.1 | 8.1  |
| 2019–20 | Washington Wizards    | 40  | 37  | 23.1 | .403 | .413 | .816 | 1.7 | 3.7 | 0.3 | 0.2 | 12.2 |
| Gesamt  |                       | 525 | 361 | 28.9 | .436 | .364 | .872 | 2.5 | 5.0 | 0.9 | 0.1 | 18.1 |